# (8641) 1987 BM1
1987 بي أم 1 (ويعرف أيضًا باسم (8641) 1987 بي أم 1 وفق تسمية الكوكب الصغير) (بالإنجليزية: 1987 BM1)‏ هو كويكب ضمن حزام الكويكبات؛ وترتيبه 8641 من حيث الاكتشاف.
اكتُشف هذا الجُرم الفلكي بواسطة Poul Jensen (astronomer) ‏ في 27 يناير 1987.

## وصلات خارجية
- (8641) 1987 BM1 في قاعدة بيانات مختبر الدفع النفاث لأجرام النظام الشمسي الصغيرة

- الاكتشاف · مخطط المدار ·  العناصر المدارية · المعلمات المادية

- (8641) 1987 BM1 على موقع ويكي سكاي: DSS2, SDSS, GALEX, IRAS, Hydrogen α, X-Ray, Astrophoto, Sky Map, Articles and images